# البحرية البلجيكية
البحرية البلجيكية، رسمياًً المكون البحري (بالهولندية: Marinecomponent؛ بالفرنسية: Composante marine؛ بالألمانية: Marinekomponente) للقوات المسلحة البلجيكية، هي القوات البحرية البلجيكية.